# 神圣无花果之种
是2024年上映的伊朗政治惊悚剧情片，由穆罕默德·拉素羅夫自编自导，索海拉·戈莱斯塔尼、米萨赫·扎勒（Missagh Zareh）、玛莎·罗斯塔米（Mahsa Rostami）、赛塔蕾·马莱基（Setareh Maleki）、妮乌沙·阿赫希（Niousha Akhshi）、阿米内·阿拉尼主演，讲述伊朗全国抗议活动兴盛之际，德黑兰伊朗革命法院调查法官伊曼与不信任和偏执作斗争，同时他的配枪离奇消失。
电影入选第77屆坎城影展主竞赛单元，争夺金棕榈奖，2024年5月24日首映，最终获得评审团特别奖。导演拉苏卢夫被伊朗当局重判8年，但出逃德国，顺利亮相戛纳红地毯。电影代表德国角逐第97届奥斯卡金像奖最佳国际影片奖。

## 剧情
故事发生在伊朗全国反政府示威正盛的时候，忠诚勤勉的律师伊曼与妻子纳吉梅、女儿蕾兹万和萨娜共同生活，最近被德黑兰伊朗革命法院任命为调查法官，薪水跟着上涨之余，一家人也搬进了大公寓。然而伊曼觉得自己无法胜任这份工作，因为这份工作要求他在不看证据的情况下，按照上级的指示判刑，包括死刑。正因为如此，伊曼必须过着隐姓埋名的生活，不可向亲朋好友透露工作内容，以免对方沦为当局用来向他施压的工具，他也不准两个女儿玩社交媒体。当局给伊曼配发一把手枪，让他用来保护家人，但他没有想过用枪，没把枪放进家里的保险柜。
伴随着示威愈演愈烈，伊曼的生活充斥着不信任和偏执，每天要签署数百份死刑确认书。与此同时，蕾兹万和萨娜正惊恐地用手机追踪示威的消息。晚饭的时候，两个女孩开始忤逆父亲伊曼，伊曼说他们被女权思想洗脑了，说女权是敌人的政治宣传，女孩的母亲纳吉梅则要求女儿们远离参与示威的朋友。经过此事，夫妻二人与孩子们的关系逐渐恶化。后来，蕾兹万的好友赛达芙（Sadaf）在街头抗议当局强制佩戴头巾的时候，被开枪打中脸，纳吉梅与两个女儿带她到家里接受急救，事后向伊曼隐瞒了这件事。没过多久，赛达芙被捕。
与此同时，伊曼的枪离奇消失，怀疑是妻子和女儿们其中一人偷的，于是将三人带到同事阿里雷萨（Alireza）那里接受审讯。伊曼说之所以这样做，是因为自己在家里都觉得不安全，不能信任他们。没过多久，伊曼的名字、相貌和住址在社交媒体上公开。为了保护家人，伊曼决定把妻子和女儿们带到山区的故居暂避。出发前，同事给了他另外一把枪，用作自保。途中，一家人碰到一对情侣，对方认出伊曼。随后双方展开追车大战，伊曼把情侣撞到路旁，用刚拿到的枪威胁他们。双方在车外对峙的时候，萨娜告诉姐姐，她拿走了父亲原来的那把枪。
来到故居，伊曼对家人进行审判，要求他们在镜头前认罪。为了保护母亲和妹妹，蕾兹万选择顶罪。之后伊曼将蕾兹万和纳吉梅锁了起来，萨娜拿着枪逃跑，又把伊曼锁进棚子，救走妹妹和父亲。影片最后，一家人在荒野上追逐，伊曼和萨娜父女向对方拔枪，这时伊曼脚下的地面塌陷，伊曼疑似摔死。电影以德黑兰街头血腥抗议的手机画面结束。

## 演员
- 索海拉·戈莱斯塔尼（波斯語：سهیلا گلستانی） 饰 纳吉梅（Najmeh）
- 米萨赫·扎勒（Missagh Zareh）饰 伊曼（Iman）
- 玛莎·罗斯塔米（Mahsa Rostami）饰 蕾兹万（Rezvan）
- 赛塔蕾·马莱基（Setareh Maleki）饰 萨娜（Sana）
- 妮乌沙·阿赫希（Niousha Akhshi）饰 赛达芙（Sadaf）
- 阿米内·马兹鲁伊·阿拉尼（Amineh Arani）饰 车里的女人
- 雷萨·阿赫拉吉拉德（波斯語：رضا اخلاقی راد） 饰 加德里（Ghaderi）
- 什瓦·奥杜伊（Shiva Ordooie）饰 菲特梅（Fateme）

## 背景

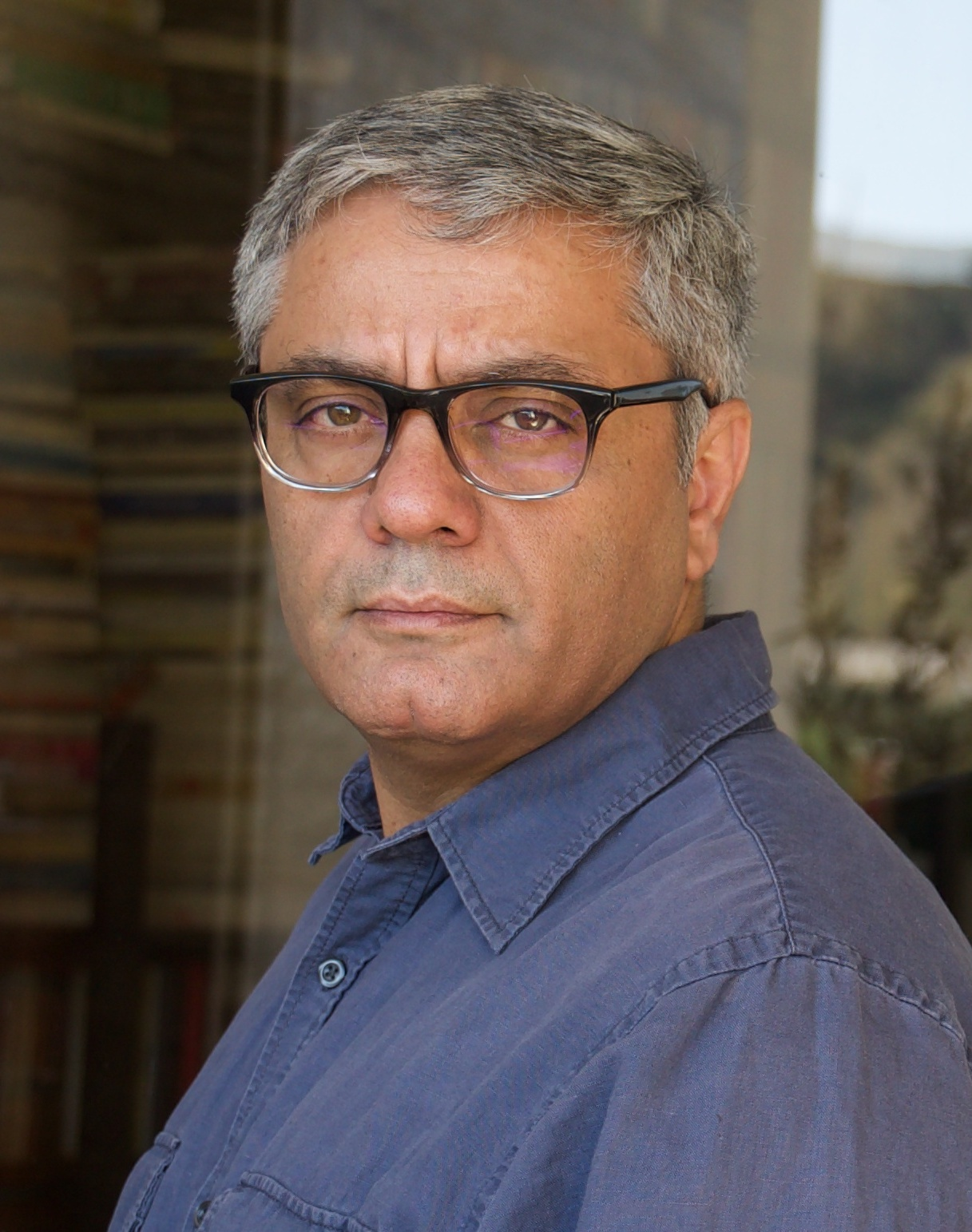
穆罕默德·拉素羅夫

穆罕默德·拉素羅夫经常挑战伊朗言论审查底线，曾三度入狱，被当局禁止从影和出境。2020年，他的电影《無邪》获得第70屆柏林影展最高奖金熊獎，他因故无法到场领奖。
拉苏卢夫原本担任2023年第76屆坎城影展一种关注单元评审，结果在2022年7月因批评伊朗当局镇压西南部城市阿巴丹抗议大楼垮塌事故的民众，遭逮捕，2023年2月因健康原因获得保释，最终因“从事反政府宣传活动”，被判入狱1年，禁止出境2年。
本片入选戛纳主竞赛单元片单的消息公布后，伊朗当局对主创团队进行审讯，要求他们说服拉苏卢夫退出影展，同时禁止他们出境。2024年5月8日，拉苏卢夫律师宣布，拉苏卢夫被当局判处8年监禁，并处以鞭刑、罚款和没收财产。与此同时，拉苏卢夫与部分剧组人员设法从伊朗逃往欧洲。拉苏卢夫一行人展开28天的长途跋涉，途径边境多座村庄，最终抵达有德国领事馆的城镇；领事馆通过指纹确认他的身份，向他签发前往德国的临时旅行文件。2024年5月24日，拉苏卢夫与主创人员亮相戛纳红地毯，期间拉苏卢夫手持演员索海拉·戈莱斯塔尼和米萨赫·扎勒的照片，两人没能顺利离开伊朗。

## 制片
本片是穆罕默德·拉素羅夫导演的第十部长片，片名出自菩提树；菩提树通过会把树干缠绕在其他树上，从而绞杀对方，暗指伊朗神权政府。拉苏卢夫撰写剧本，同时选择索海拉·戈莱斯塔尼和米萨赫·扎勒，分别扮演效忠皇室的夫妇伊曼和纳吉梅。索海拉曾参与反头巾示威，因此被当局逮捕。玛莎·罗斯塔米和赛塔蕾·马莱基扮演他们的女儿蕾兹万和萨娜。
电影的拍摄工作秘密进行，历时70天，2023年12月底启动，2024年3月杀青。导演拉苏卢夫表示拍摄工作十分艰难，每拍几天就要休息一阵子。拉苏卢夫与摄影师普扬·阿加巴巴伊（Pooyan Aghababaei）合作。拉苏卢夫表示，拍摄过程中间，他的新刑期下达，他提出上诉，预计整个过程需要相当长一段时间。另外，春季的拍摄恰逢纳吾肉孜节，庆祝活动持续两个星期。拉苏卢夫计划在假期结束的时候完成拍摄。后来上诉出炉，维持原判，拉苏卢夫只有两个小时的时间决定留在伊朗服刑，还是逃亡。最终他把所有电子设备留在家里，逃到一个安全的地方，之后在徒步穿越伊朗边境。
电影素材由伊朗偷运到德国汉堡，由拉苏卢夫长期合作的剪辑师安德鲁·伯德进行剪辑，后期工作也在德国完成。伯德在戏份中间穿插了阿米尼示威的画面，终剪版本长达168分钟，包括网上流传的当局血腥镇压示威的画面。本片制片人包括穆罕默德·拉素羅夫、罗齐塔·亨迪贾尼安（Rozita Hendijanian）、阿明·萨德莱伊（Amin Sadraei）、让·克里斯托夫·西蒙（Jean-Christophe Simon）和马尼·蒂尔格纳（Mani Tilgner），制片方包括德国的Run Way Pictures和法国的Parallel45，德法公共电视台联合制作，汉堡石荷州MOIN电影基金会参与制作，柏林电影公司Films Boutique负责海外发行。

## 发行

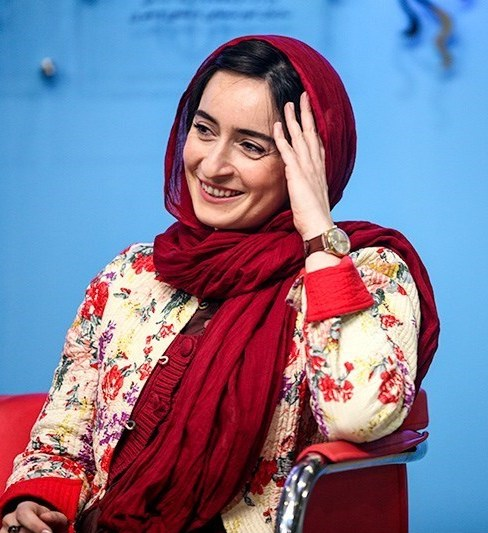
缺席戛纳红地毯的主演索海拉·戈莱斯塔尼

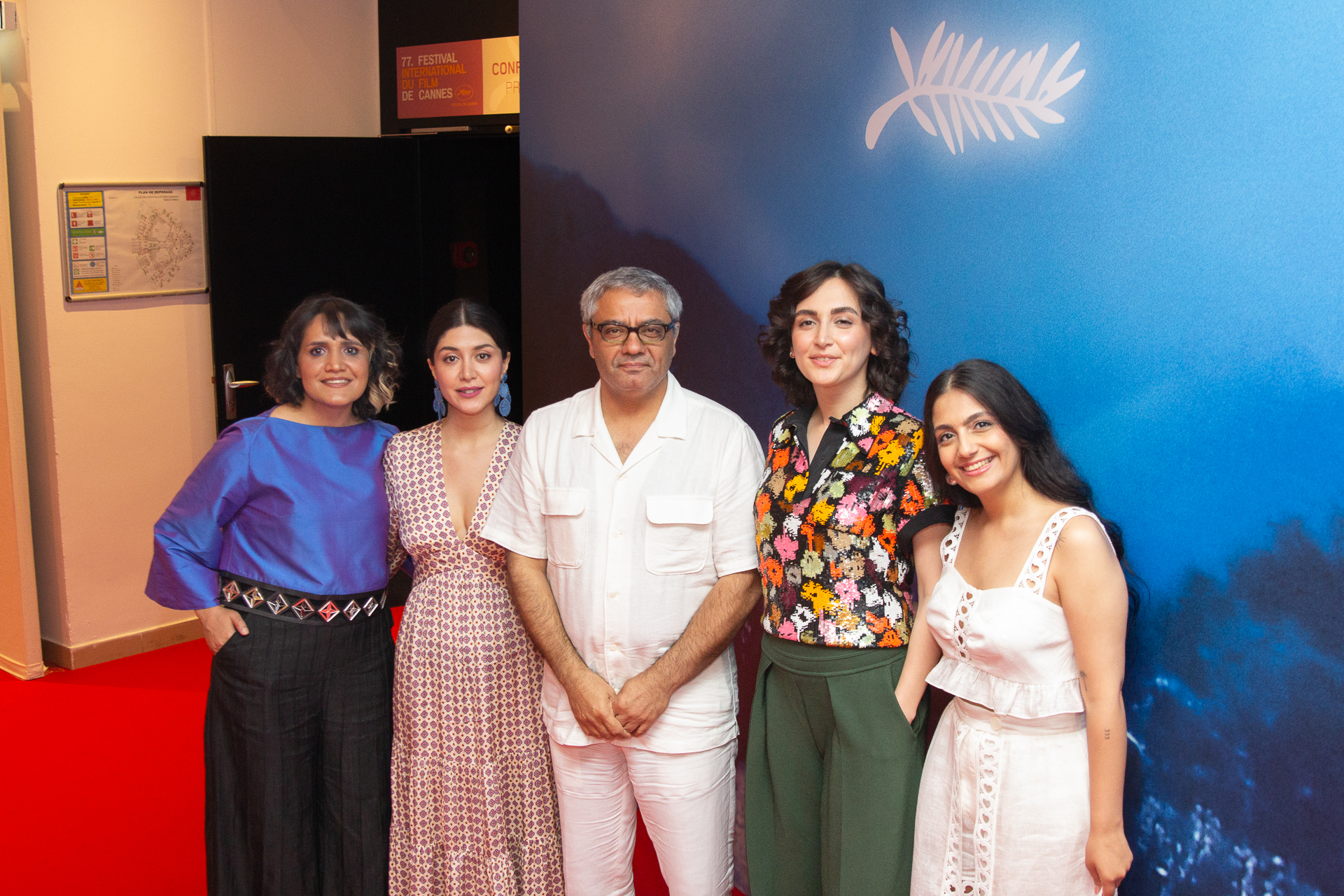
拉苏卢夫与主创团队亮相戛纳红地毯

电影入选第77屆坎城影展主竞赛单元，争夺金棕榈奖，2024年5月24日首映，最终获得评审团特别奖。首映当天获得全场观众起立鼓掌，长达12分钟（一说15分钟）。放映前，Neon买下北美发行权，预计在同年年内上映。首映结束后，狮门英国买下英国及爱尔兰地区发行权。
电影北美首映礼于第51届特柳赖德电影节举行，另外还入选2024年多伦多国际电影节“焦点之作”（Centrepiece）单元和第62届纽约电影节“主屏”（Main Slate）单元。电影于2024年9月18日在法国上映，金字塔发行（Pyramide Distribution）行销；2024年12月26日德国上映，Alamode Film行销。

## 反响

### 专业评价
根据評論匯總网站爛番茄汇总的153篇评论文章，97%的评论家给予该作正面评价，平均打分为8.3分（满分10分）。该网站总结的评论家共识是“《神圣无花果之种》是一部引人入胜的剧情片、一篇强而有力的政治声明，对压迫性统治进行严厉控诉，无论它来自一个国家，还是一个家庭。”。在Metacritic上，30位影評人共給予了84分的分數（滿分100分），這部電影獲得了「一致好評」。
AlloCiné评分4.4/5（39名影评人）。

### 奖项
| 大奖                   | 颁奖日期       | 奖项                             | 提名人 | 结果 | 参考          |
| ---------------------- | -------------- | -------------------------------- | --- | ---- | ------------- |
| 亚太电影奖             | 2024年11月30日 | 最佳表演                         | 索海拉·戈莱斯塔尼 | 提名 | [ 37 ]        |
| 英国独立电影奖         | 2024年12月8日  | 最佳国际独立电影                 | 穆罕默德·拉素羅夫、罗齐塔·亨迪贾尼安（Rozita Hendijanian）、阿明·萨德莱伊（Amin Sadraei）、让·克里斯托夫·西蒙（Jean-Christophe Simon）、马尼·蒂尔格纳（Mani Tilgner） | 提名 | [ 38 ]        |
| 戛纳电影节             | 2024年5月25日  | 金棕榈奖                         | 穆罕默德·拉素羅夫 | 提名 | [ 39 ]        |
| 戛纳电影节             | 2024年5月25日  | 评审团特别奖                     | 穆罕默德·拉素羅夫 | 獲獎 | [ 40 ]        |
| 戛纳电影节             | 2024年5月25日  | 费比西奖                         | 穆罕默德·拉素羅夫 | 獲獎 | [ 41 ]        |
| 戛纳电影节             | 2024年5月25日  | 天主教人道精神獎                 | 穆罕默德·拉素羅夫 | 獲獎 | [ 42 ]        |
| 戛纳电影节             | 2024年5月25日  | 法蘭索瓦·夏萊獎                  | 穆罕默德·拉素羅夫 | 獲獎 | [ 43 ]        |
| 戛纳电影节             | 2024年5月25日  | 法国艺术院线联盟电影艺术与随笔奖 | 穆罕默德·拉素羅夫 | 獲獎 | [ 44 ]        |
| 芝加哥影展             | 2024年10月27日 | 金雨果奖                         | 《神圣无花果之种》 | 提名 | [ 45 ]        |
| 芝加哥影展             | 2024年10月27日 | 银雨果奖 – 最佳剧本              | 穆罕默德·拉素羅夫 | 獲獎 | [ 46 ]        |
| 歐洲電影獎             | 2024年12月7日  | 最佳影片獎                       | 《神圣无花果之种》 | 提名 | [ 47 ] [ 48 ] |
| 歐洲電影獎             | 2024年12月7日  | 最佳導演獎                       | 穆罕默德·拉素羅夫 | 提名 | [ 47 ] [ 48 ] |
| 歐洲電影獎             | 2024年12月7日  | 最佳编剧                         | 穆罕默德·拉素羅夫 | 提名 | [ 47 ] [ 48 ] |
| 好莱坞媒体音乐奖       | 2024年11月20日 | 最佳原创配乐 – 外语独立电影      | 卡赞·马哈茂德（Karzan Mahmood） | 提名 | [ 49 ] [ 50 ] |
| 米德尔堡电影节         | 2024年10月     | 观众票选最佳国际电影             | 《神圣无花果之种》 | 獲獎 | [ 51 ]        |
| 聖塞瓦斯蒂安國際電影節 | 2024年9月28日  | 观众票选最佳欧洲电影             | 《神圣无花果之种》 | 獲獎 | [ 52 ]        |
| 悉尼电影节             | 2024年6月16日  | GIO观众票选最佳国际影            | 《神圣无花果之种》 | 獲獎 | [ 53 ]        |
| 金球奖                 | 2025年1月5日   | 最佳外语片                       | 《神圣无花果之种》 | 提名 |               |
| 奥斯卡金像奖           | 2025年3月2日   | 最佳国际影片                     | 《神圣无花果之种》 | 提名 |               |
| 英国电影学院奖         | 2025年2月16日  | 最佳外语片                       | 《神圣无花果之种》 | 提名 |               |
| 凯撒电影奖             | 2025年2月28日  | 最佳外国电影                     | 《神圣无花果之种》 | 提名 |               |